# 的場徹
的場 徹（まとば とおる、1920年7月10日 - 1992年）は、東京市（現・東京都）有楽町出身の特撮監督、撮影技師、ドキュメンタリー監督。

## 来歴
1920年（大正9年）7月10日、東京の有楽町に生まれる。幼少時より映画に憧れを持つ。
1937年（昭和12年）、旧制中学時代にP.C.Lのエノケン物の映画を観て、「数十人に分身したエノケンの孫悟空」などといった、トリック撮影の魅力にはまる。父親、兄ともに絵描きで、母親は別方面への進学を望んだが、結局、東京美術学校 （現：東京芸術大学）に進む。
1938年（昭和13年）、東京美術学校を卒業。撮影助手募集の新聞公募を見て、日活多摩川撮影所の「技術部」に姫田真佐久と共に入社。このとき合格した5人のうち、現場に残ったのは的場と姫田だけだったという。
1939年（昭和14年）、『土』（内田吐夢監督）に碧川道夫キャメラマンを補佐し、撮影助手として参加。日活の文芸映画路線が非常に勉強になったという。
1941年（昭和16年）、大日本帝国陸軍に現役入隊。中国戦線に従軍。この間に1942年、日活は新興キネマ、大都映画と統合、「大日本映画製作株式会社」となり、多摩川撮影所は大日本映画に編入される。
1945年（昭和20年）、「大日本映画製作株式会社」が「大映株式会社」となり、多摩川撮影所は大映東京撮影所となる。
1946年（昭和21年）、中国より復員。本人はもう籍は無いのかと思い込んでいたようだが、新会社大映に無事復帰することができた。旧多摩川撮影所のスタッフは全員復員生還できたという。
大映東京撮影所では戦後、渡辺五郎キャメラマンを中心に姫田を助手として「特殊撮影課」を設立していた。姫田は復帰してきた的場に後を任せ、本編班に異動。渡辺、横田達之を先輩に、的場は特撮助手を担当することとなった。この特撮課にはほかに築地米三郎、柿田勇もいた。
特撮課では当初、渡辺と横田が交代で特撮担当していたが、しばらくして渡辺が病床に伏し、以後は的場と築地が二人で特撮の撮影を手がけるようになった。昭和20年代の大映映画では、「特殊技術」のタイトルクレジットは渡辺・横田の連名表記になっているが、実質打ち合わせや撮影はすべて的場・築地で行っている。
大映の特撮スタイルは、東宝の大規模型と異なり、特撮と気づかせない、作画合成や光学合成を主体とするリアルな特撮が求められた。また戦後しばらくの時期、公職追放によりフリーとなっていた円谷英二監督が大映に嘱託参加。特撮課も円谷の指導を仰いでいる。
1952年（昭和27年）、『死の街を脱れて』（小石栄一監督）で特撮部分すべての撮影を担当。当作は、ミニチュアワークと作画合成が絶賛され、日本映画技術協会の「特殊技術賞」を受賞した。プロのキャメラマンを集めての協会の選考試写では、「あれは実写でしょう？」との声が相次いだという。
1955年（昭和30年）、『幻の馬』（島耕二監督）の特撮を担当。
1956年（昭和31年）、本邦初の総天然色SF映画『宇宙人東京に現わる』（島耕二監督）の特撮を担当。助手には築地米三郎がついた。
1957年（昭和32年）、『透明人間と蝿男』（村山三男監督）の特撮を担当。
1961年（昭和36年）、本邦初の70mm総天然色スペクタクル史劇映画『釈迦』（三隅研次監督）を担当。規模の大きさに困った横田達之が的場を京都へ招き、一任された的場は絵コンテ描きと特撮シーンの撮影をすべて行っている。撮影助手には黒田義之が就いた。タイトルには特撮スタッフとして横田と相坂操一の名がクレジットされているが、実際には両者はノータッチだったという。
1962年（昭和37年）、『鯨神』（田中徳三監督）の特撮を担当。当初特撮は築地米三郎によって準備されたが、永田雅一社長が急遽『秦・始皇帝』（田中重雄監督）に築地を指名、代わって的場の担当となった。
1965年（昭和40年）、円谷英二監督が興した円谷特技プロダクションに請われ、「特技監督」として契約。特撮テレビドラマ『ウルトラQ』（TBS）の特撮を、川上景司の後を継いで担当。
以降、『ウルトラマン』、『ウルトラセブン』、『怪奇大作戦』（TBS）、『快獣ブースカ』（日本テレビ）など、円谷特技プロの番組で特技監督を務める。
1970年（昭和45年）、フリーとなり、ピー・プロダクションのヒーロー番組『宇宙猿人ゴリ』の企画に参加、パイロットフィルム監督を務めた。
1971年（昭和46年）、フジテレビの特撮テレビ番組となった『宇宙猿人ゴリ』で特技監督を務める。番組名はのちに『宇宙猿人ゴリ対スペクトルマン』『スペクトルマン』と変遷するが、的場が手がけたのは『宇宙猿人ゴリ』タイトル時の初期である。
1972年（昭和47年）、「日本映像研究所」を設立。以降、1980年代初頭まで、ヒューマン・ドキュメンタリー映画を多数監督。また雑誌「映画撮影」などで著作活動も行う。

## 人物・エピソード
的場が映画界を志すことになったきっかけは、P.C.Lの「エノケン映画」を観たことからだが、的場はこの「エノケン映画」のキャメラマンである吉野馨治に興味を持ち、映画史のなかの重要人物としてのちに吉野について評論も行っている。吉野は戦後、岩波映画製作所を立ち上げるが、的場は1970年（昭和45年）に大阪万国博覧会が開催された際に、この岩波映画で仕事をすることになった。吉野に会った的場は「僕が映画界に入ったのは吉野さんのおかげですよ」と挨拶して二人で笑いあったという。
1956年（昭和31年）の『宇宙人東京に現わる』では、天体Rの接近で地上が赤く照らされるシーンの特撮で、銀座の大交差点を実写撮影し、その上空部分を渡辺善夫の作画合成で表現することにした。的場らは一週間ほとんど徹夜でこの画を完成させたのだが、途中で「早朝ロケで無人の風景だから、最初から全部絵でやればよかった」と気づき、結局絵で処理することになったといい、「笑い話ですよ」と述懐している。
1962年（昭和37年）の『鯨神』では、大橋史典に実物大と小型のクジラのミニチュアを制作してもらったが、水圧を考慮した実物大模型は3トンに達し、まったく動かせなかった。そこで高山良策に依頼して小型のミニチュアを作ってもらい、全編ほとんどこちらのミニチュアを使って撮影した。船のミニチュアは郡司模型製作所に依頼した。
大映の特撮スタッフとして、東宝の円谷英二監督はライバルのようなつもりだったという。このため、円谷特技プロから『ウルトラQ』の特技監督を依頼された際は少し悩んだといい、「好きなように撮らせてくれる」と聞いて、「それなら円谷氏とは違った特撮を撮ろう」と決意し、参加したと語っている。撮影が始まると、現場の制作体制の違いからうまくいかない部分もあったというが、「そのような意見対立が逆にいい結果を生んだ」と述懐している。
的場は「人間の入る怪獣はあまり好きでない」として、『ウルトラQ』では「ボスタング」など、操演怪獣のデザインの原案も描いたという。宇宙人の場合は最初から人間体型で考えたといい、『ウルトラマン』の「バルタン星人」の分身シーンのストロボ効果は、合成担当の中野稔と意見を出し合って生まれた会心の映像だったと述懐している。
『ウルトラQ』の登場怪獣「ガラモン」の腕を振り回す格好や動きは、的場がプロ野球投手の金田正一の仕草を採り入れたもの。
このガラモンの回の撮影当時、円谷特技プロのそばの「馬事公苑にバケモノが出る」との噂が立ったことがあった。警察まで出動する騒ぎとなったが、化け物を捕えてみると近所の子供の悪戯で、倉庫からガラモンのぬいぐるみを持ち出して遊んでいたものだった。現場ではガラモンの衣装が紛失して危うく撮影中止になりかけていたという。『ウルトラセブン』では「特撮演出をかなり大胆にした」といい、「ギエロン星獣」との殺陣では『椿三十郎』（黒澤明監督）を参考にしたと語っている。怪獣の最期は残酷にならないよう気を使ったといい、血しぶきの代わりに金粉や羽毛を使って「ファンタスティック的要素を重視した」としている。
大涌谷で日帰りロケしたという『快獣ブースカ』第9話の「ブースカの大冒険」に登場する島の酋長は、的場が演じている。
ピー・プロダクションのうしおそうじ（鷺巣富雄）とは『宇宙人東京に現わる』のころからの付き合いがあり、うしおが『宇宙猿人ゴリ』をフジテレビで企画した際には「鷺巣さんと組むのが夢だった」としてパイロットフィルムの段階から企画に参加。うしおによると「ギャラはあまり払えないから、そのかわりに」と企画者記名に「的場徹」と入れ、その後諸事情で的場が降りた後も「企画：的場徹」の表記を通したという。ピープロスタッフだった荒井欣一が主宰する「日本空飛ぶ円盤研究会」の会員だった。
「東宝の円谷英二の特撮と大映の特撮の違い」として、大映の、あくまでストーリーに溶け込ませるリアル志向の特撮作りを指し、「機関車作るにしても円谷さんは精巧なもの作るけど、ぼくらは画面的な効果を狙ったものを作る。金もかからないけど、特撮とはばれない自信はあるんです」と語っている。

## 参加作品

### 特撮監督

#### 映画（特撮監督）
- 死の街を脱れて（1952年、大映東京）
- 或る女（1954年、大映東京）
- 金色夜叉（1954年、大映東京）
- 春琴物語（1954年、大映東京）
- 川のある下町の話（1954年、大映東京）
- 幻の馬（1955年、大映東京）
- 珠はくだけず（1955年、大映東京）
- 宇宙人東京に現わる（1956年、大映東京）
- 日本橋（1956年、大映東京）
- 四十八歳の抵抗（1956年、大映東京）
- 満員電車（1957年、大映東京）
- 透明人間と蝿男（1957年、大映東京）
- 日露戦争勝利の秘史 敵中横断三百里（1957年、大映東京）
- 悲しみは女だけに（1958年、大映東京）
- 巨人と玩具（1958年、大映東京）
- 赤線の灯は消えず（1958年、大映東京）
- 都会という港（1958年、大映東京）
- 夜の素顔（1958年、大映東京）
- 親不孝通り（1958年、大映東京）
- あなたと私の合言葉 さよなら、今日は（1959年、大映東京）
- 薔薇の木にバラの花咲く（1959年、大映東京）
- いつか来た道（1959年、大映東京）
- 暴風圏（1959年、大映東京）
- 野火（1959年、大映東京）
- 流転の王妃（1960年、大映東京）
- 勝利と敗北（1960年、大映東京）
- 足にさわった女（1960年、大映東京）
- 釈迦（1961年、大映京都）※クレジットは特殊技術・撮影
- 鯨神（1962年、大映東京）※クレジットは特殊技術・撮影
- 背広の忍者（1963年、大映東京）
- アスファルト・ガール（1964年、大映東京）
- 花実のない森（1965年、大映東京）
- ウルトラマン怪獣大決戦（1979年、円谷プロダクション）※テレビシリーズの再編集版

#### テレビ （特撮監督）
- ウルトラシリーズ（円谷プロダクション）
  - ウルトラQ（1966年）
  - ウルトラマン（1966年 - 1967年）
  - ウルトラセブン（1967年 - 1968年）
- 快獣ブースカ（1966年 - 1967年、円谷プロダクション・東宝）
- 怪奇大作戦（1968年 - 1969年、円谷プロダクション）
- 宇宙猿人ゴリ（1971年、ピー・プロダクション）※企画も担当

### キュメンタリー監督
- 洋ちゃんこっち向いて（1976年）
- あるアプローチ －自閉症児療養者の記録－（1978年）
- 洋ちゃん手をつないで（1978年）
- 洋ちゃん学校にゆく（1980年）
- 洋ちゃんの8年間（1981年）
- 洋ちゃんは変ったか? ある自閉症児の記録 その5（1982年）
- さあ、お口をあけて!（1986年）

### その他
※全てノンクレジット
- 土（1939年、日活多摩川）- 撮影助手
- 宇宙猿人ゴリ パイロット版（1970年、ピー・プロダクション）- 監督

## 出演
- 快獣ブースカ 
  - 第9話「ブースカの大冒険」（1967年） - 島の酋長
  - 第26話「チャメゴン誕生」（1967年） - 花火を打ち上げた男
  - 第42話「物体Xコロリン」（1967年） - 遊覧船の船長